# Lyndsy Fonseca

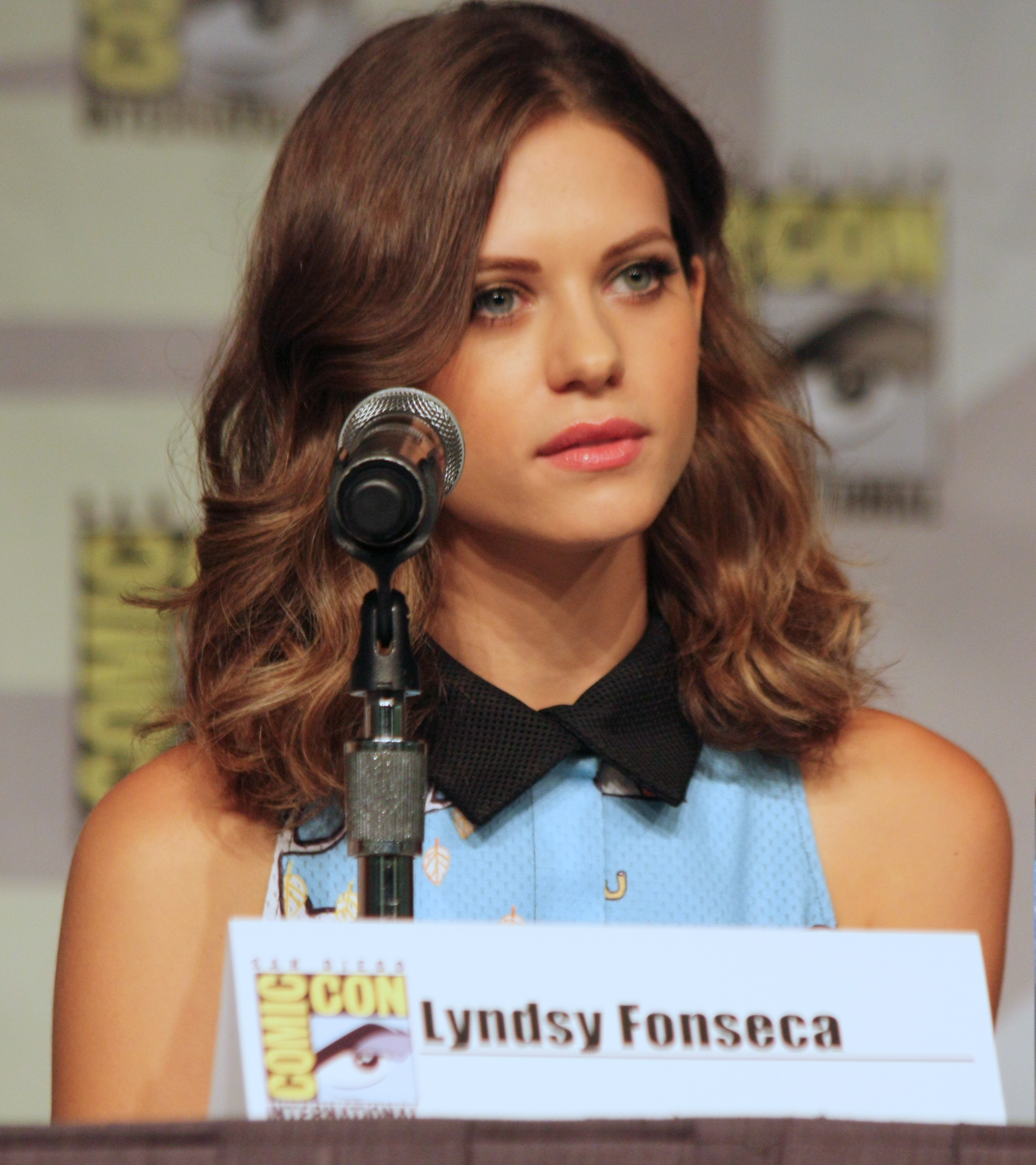
Lyndsy Fonseca auf der San Diego Comic-Con 2013

Lyndsy Marie Fonseca (* 7. Januar 1987 in Oakland, Kalifornien) ist eine US-amerikanische Schauspielerin. Sie ist vor allem bekannt durch ihre Rolle der Dylan Mayfair in der Dramaserie Desperate Housewives sowie die der Alex in Nikita.

## Leben und Karriere
Lyndsy Fonseca wurde im kalifornischen Oakland geboren und wuchs in Alameda und später in Moraga auf.
Fonsecas Karriere begann, als sie im Alter von 13 Jahren entdeckt wurde und danach sofort nach Los Angeles zog. 2001 bekam sie ihre Durchbruchrolle als Colleen Carlton in der Fernsehserie Schatten der Leidenschaft, die sie bis 2005 spielte. Kurz darauf bekam sie weitere wiederkehrende Rollen in der Fernsehserie Boston Public und als Teds Tochter Penny in How I Met Your Mother. Ende 2007 erhielt sie die Rolle der Dylan Mayfair in Desperate Housewives an der Seite von Andrea Bowen. Außerdem hatte sie Gastauftritte in Serien wie Malcolm mittendrin, Heroes und Dr. House. Sie spielte unter anderem in den Filmen Deine, meine, unsere Kinder und Verführung aus dem Internet eine Hauptrolle. Weiterhin übernahm sie die Rolle der Katie Deauxma in Kick-Ass.
Von 2010 bis 2013 besetzte man sie für eine der Hauptrollen in der Actionserie Nikita.
Nach einer Ehe mit dem Künstler und Schriftsteller Matthew Smiley (2009 bis 2013) heiratete sie im Oktober 2016 den Schauspieler Noah Bean. Sie haben zwei gemeinsame Töchter, Greta und Evelyn "Evey", die im Februar 2018 bzw. Juni 2022 geboren wurden.

## Filmografie (Auswahl)
- 2001–2005: Schatten der Leidenschaft (The Young and the Restless, Fernsehserie, 91 Episoden)
- 2003: Boston Public (Fernsehserie, 4 Episoden)
- 2004: New York Cops – NYPD Blue (NYPD Blue, Fernsehserie, Episode 1x06)
- 2005: Verführung aus dem Internet (Cyber Seduction – His Secret Life)
- 2004: Malcolm mittendrin (Malcolm in the Middle, Fernsehserie, Episode 5x13)
- 2005: Deine, meine, unsere Kinder (I Do, They Don’t, Fernsehfilm)
- 2005: Ordinary Miracles (Fernsehfilm)
- 2005–2014: How I Met Your Mother (Fernsehserie, 65 Episoden)
- 2006: Dark Mind (Intellectual Property)
- 2006: Scarlett (Fernsehfilm)
- 2006: Phil aus der Zukunft (Phil of the Future, Fernsehserie, Episode 2x22)
- 2006–2009: Big Love (Fernsehserie, 6 Episoden)
- 2007: CSI: Den Tätern auf der Spur (CSI: Crime Scene Investigation, Fernsehserie, Episode 7x17)
- 2007: Dr. House (House, Fernsehserie, Episode 3x22)
- 2007–2009: Desperate Housewives (Fernsehserie, 18 Episoden)
- 2008: Austin Golden Hour (Fernsehfilm)
- 2010: Kick-Ass
- 2010: Hot Tub – Der Whirlpool … ist ’ne verdammte Zeitmaschine! (Hot Tub Time Machine)
- 2010: The Ward
- 2010–2013: Nikita (Fernsehserie, 73 Episoden)
- 2011: Fort McCoy
- 2011: Five (Fernsehfilm)
- 2013: Kick-Ass 2
- 2015: Down Dog (Fernsehfilm)
- 2015–2016: Marvel’s Agent Carter (Fernsehserie, 7 Episoden)
- 2016: The Escort – Sex Sells (The Escort)
- 2016: RePlay (Fernsehserie, 12 Episoden)
- 2016: Moments of Clarity
- 2016: Pitch (Fernsehserie, Episode 1x06)
- 2016: Grandfathered (Fernsehserie, 2 Episoden)
- 2017: Curvature
- 2020: You Can’t Take My Daughter (Fernsehfilm)
- 2020–2023: 9-1-1: Lone Star (Fernsehserie, 6 Episoden)
- 2021: Scott & Huutsch (Turner & Hooch, Fernsehserie, 12 Episoden)
- 2021: Next Stop, Christmas (A Holiday in Harlem, Fernsehfilm)
- 2022: North to Home (Fernsehfilm)
- 2023: Spinning Gold
- 2023: Where Are You, Christmas? (Fernsehfilm)
- 2024: The Magic of Lemon Drops (Fernsehfilm)
- 2024: The Girl Who Wasn't Dead
- 2024: Holiday Crashers (Fernsehfilm)